# Rino Ferrario
Rino Ferrario (ur. 7 grudnia 1926 w Albiate Brianza, zm. 19 września 2012 w Turynie) – włoski piłkarz występujący na pozycji pomocnika.
Podczas kariery grał w takich klubach jak A.C. Arezzo, AS Lucchese-Libertas, Juventus F.C., Inter Mediolan, Triestina Calcio oraz Torino FC. Razem z reprezentacją Włoch brał udział w mistrzostwach świata 1954.